# Oligodon erythrogaster
Oligodon erythrogaster är en ormart som beskrevs av Boulenger 1907. Oligodon erythrogaster ingår i släktet Oligodon och familjen snokar. Inga underarter finns listade i Catalogue of Life.
Arten förekommer från centrala Nepal till delstaten Sikkim i nordöstra Indien. Honor lägger ägg. Ormen lever i kulliga regioner och bergstrakter mellan 350 och 2000 meter över havet. Den vistas i fuktiga skogar och håller till på marken.
Beståndet hotas av landskapsförändringar när vattenmagasin och infrastruktur etableras. Hela populationens storlek är okänd. IUCN listar arten som nära hotad (NT).